# グリーン・ナイト
『グリーン・ナイト』（The Green Knight）は、2021年のアメリカ合衆国の叙事詩的中世ファンタジー映画。14世紀の詩『ガウェイン卿と緑の騎士』を原作としており、監督・脚本・製作・編集はデヴィッド・ロウリーが務めた。主要キャストとしてデーヴ・パテール、アリシア・ヴィキャンデル、ジョエル・エドガートン、サリタ・チョウドリー、ショーン・ハリス、ラルフ・アイネソンが出演している。
2021年7月30日にA24配給で公開され、批評家からはカメラワーク、映画音楽、パテールの演技、プロダクション・バリュー、ロウリーのオリジナリティーや演出、脚本が高く評価されている。製作費1500万ドルに対して、興行収入は2000万ドルを記録している。

## ストーリー
ある年のクリスマス。アーサー王の甥ガウェインは娼館で朝を迎え、恋人エセルに起こされて目を覚ます。王宮に戻ったガウェインは母に叱られるが意に介さず、アーサー王の円卓の宴に招かれ、玉座の隣に座るように促される。ガウェインは王の血縁ながら、居並ぶ高名な騎士たちのような武功の伝説を持たず、未だ騎士に叙せられぬ情けない身の上だった。
同じころ、王の妹であるガウェインの母は塔に籠もって魔術を使い、王の座す大広間に緑の騎士を召喚する。アーサー王たちに「ゲーム」と称して一騎打ちを申し出る緑の騎士。緑の騎士を倒した者には銀の斧を与えるが、その者は一年後に緑の騎士から「同じ傷」を受けるべしというルールで、挑戦を受けて立つガウェイン。だが、緑の騎士は戦わず、ガウェインの前に跪いて首を差し出した。首を切り落とし、銀の斧を勝利の証として受け取るガウェイン。しかし、緑の騎士は自らの首を拾い上げ、「1年後、緑の礼拝堂で待つ。今日の日と同等の一撃をお前に与える」と告げて王宮を後にする。
緑の騎士を撃退したガウェインは次の1年間を遊び暮らすが、約束の日が近付くとアーサー王から緑の騎士との約束を果たすように促される。彼は母から命を守る念を込めた緑の腰帯を受け取り、騎馬で緑の礼拝堂を捜す旅に出かける。その途中、死体だらけの無残な戦場の跡を通りかかったガウェインはスカベンジャーの少年と出会い、緑の礼拝堂の場所を尋ねる。少年から聞き出した方向に向かったガウェインは少年の仲間に捕まり、馬・斧・腰帯を奪われてしまう。森の中で置き去りにされたガウェインは残された剣で縄を解き、少年たちを追いかける。しかし、少年たちは見つからないまま夜を迎え、ガウェインは廃墟となったコテージのベッドで眠りにつく。深夜に、家主である聖ウィニフレッドの霊に起こされたガウェインは、彼女から「コテージの側にある泉から切り落とされた私の頭部を探して欲しい」と依頼される。ガウェインは見返りを求めるものの、ウィニフレッドから「騎士に相応しい振る舞い」を求められ、見返りを拒否される。彼が泉の底からウィニフレッドの頭蓋骨を見つけ出して胴体に戻すと、翌朝ガウェインのもとに斧が返還される。
旅を続けるガウェインは途中で出会ったキツネと仲良くなり、キツネも旅に同行するようになる。長引く旅に疲れ果てたガウェインはある城に辿り着き、城主から緑の礼拝堂が近くにあることを聞かされ、彼の勧めに従い数日間滞在することになる。滞在中、ガウェインはエセルに瓜二つの城主の妻から何度も誘惑を受ける。そんな中、ガウェインは城主から「狩りで手に入れた獲物と、城内で手に入れた物を交換しよう」と提案され、これを受け入れる。翌朝、城主の留守中に夫人がガウェインに近付き、自作の緑の腰帯を差し出し、それを受け取ったガウェインは彼女の誘いに応じるが、途中で逃げ出してしまう。彼は森の中で城主と遭遇し、彼からキスされる。城主は約束通り狩りで捕まえたキツネをガウェインに差し出すが、ガウェインは夫人から受け取った緑の腰帯を渡さず、そのまま緑の礼拝堂に向かう。小川にたどり着いたガウェインは緑の礼拝堂に向かうため小舟に乗り込もうとするが、キツネが言葉を話し出して引き返すように説得される。彼はキツネを追い払って小舟で緑の礼拝堂にたどり着き、そこで眠り続ける緑の騎士を発見する。
ガウェインは緑の騎士が目覚めるのを待ち続け、クリスマスの朝に緑の騎士は目を覚ます。緑の騎士は約束通りガウェインの首を切り落とそうとするが、ガウェインがひるんだため彼を𠮟りつける。緑の騎士は再度首を切り落とそうと斧を振り上げ、たまらずに逃げ出すガウェイン。
王宮に逃げ帰ったガウェインは病死したアーサー王から王位を受け継ぎ、エセルは彼の息子を出産する。しかし、ガウェインは息子を奪ってエセルを見捨て、代わりに貴族の姫と結婚する。ガウェインは成長した息子と共に出征するが、そこで息子が戦死する。やがて、ガウェインは民衆から暴君として疎まれるようになり、長い年月の果てに王宮に軍勢が押し寄せ、王妃や家臣たちも王を見捨てて立ち去る。大広間に一人残ったガウェインが、かつて城主の妻から受け取った緑の腰帯を外すと、彼の頭部は切り落とされたように落ち、床に転がった。
そこで、自分がまだ緑の騎士に首を切られる寸前にある事に気づくガウェイン。全ては幻視だったのだ。逃げ出した自身の末路を思い知ったガウェインは緑の腰帯を外し、緑の騎士に「準備が整った」と告げて首を差し出す。それを見た緑の騎士はガウェインの勇気を称え、彼の首を指でなぞりながら「では、首と共に去れ」と告げ、微笑みを浮かべる。
ポストクレジットシーンでは、幼い少女が、石畳の大広間ではない板張りの床に転がっていた王冠を拾い上げ、自分の頭に乗せてみる姿が描かれる。

## キャスト
※括弧内は日本語吹替
- ガウェイン卿 - デーヴ・パテール（岩崎諒太）
- エセル、レディ・ベルティラック（英語版） - アリシア・ヴィキャンデル（大橋彩香）
- 城主ベルティラック - ジョエル・エドガートン（中務貴幸）
- ガウェインの母 - サリタ・チョウドリー（浅井晴美）
- アーサー王 - ショーン・ハリス（西垣俊作）
- 緑の騎士（英語版） - ラルフ・アイネソン（菊池康弘）
- スカベンジャー（盗賊） - バリー・コーガン（水野駿太郎）
- 聖ウィニフレッド（英語版） - エリン・ケリーマン（北村さちこ）
- グィネヴィア王妃 - ケイト・ディッキー（英語版）（笹島かほる）
- 長妹 - ニータ・ミシュラ
- 次妹 - ターラー・マクドナー
- 末妹 - アテナ・フリゼール
- 盲目の女性 - ヘレナ・ブラウン
- ガウェインの妃 - ミーガン・ティアナン[6]
- マーリン - エメット・オブライエン[7]

## 製作
2018年11月に『ガウェイン卿と緑の騎士』の映画化が発表され、デヴィッド・ロウリーが監督・脚本、A24、レイ・ライン・エンターテインメント、ブロン・スタジオが参加することが明かされた。2019年3月にデーヴ・パテールが出演交渉中であることが報じられ、バリー・コーガンとラルフ・アイネソンの出演が発表された。同年4月にはアリシア・ヴィキャンデルとエリン・ケリーマンの起用が発表された。主要撮影は同年3月からアイルランドで始まり、アードモア・スタジオ、カヒアー城、チャールビル城で撮影が行われた。視覚効果はWETAデジタルが手掛けている。
ロウリーは製作に際して、『ウィロー』『エクスカリバー』など1980年代のファンタジー映画から影響を受けていることを明かしている。脚本の執筆時点ではモーガン・ル・フェイをガウェインの母親として想定していなかったが、物語を書き替えたことで自然な形で彼女を登場させることが可能になったという。元々の脚本では、ル・フェイが緑の騎士を召喚するシーンは存在しなかったが、サリタ・チョウドリーに感銘を受けたロウリーは、円卓のシーンに緑の騎士を召喚するシーンを追加した。このシーンの編集には1年の期間を要したという。ル・フェイの呪文を手書きの手紙の形で表現したのは、他のロウリー監督作品に見られるように彼自身が手紙という表現方法を好んでいるためである。また、聖ウィニフレッドを登場させたのは、原作でホーリー・ヘッド（ホリーウェル）が言及されていることに着想を得ている。ガウェインが盗賊に襲われるのは『バリー・リンドン』から着想を得ており、彼が通りかかる戦場はベイドン山の戦いをイメージしている。ガウェインの最後は曖昧な形になっているが、当初の脚本では緑の騎士に首を切り落とされるという「明確で決定的」な描写になっていた。
円卓のシーンを含むセットデザインは、ロウリーが1980年代から1990年代にかけて好んで使用していたマットペイントで製作している。また、撮影監督のアンドリュー・ドロス・パレルモとセットデザイナーのジェイド・ヒーリーは撮影時間の都合から、円卓のシーンでは撮影セットにどのように照明を設置するかを事前に協議して、効率的に撮影を行うように心掛けたという。衣装デザイナーのマウゴシャ・トゥルジャンスカは、アーサー王とグィネヴィア王妃の王冠は南米の文化圏のものを参考にデザインしたと語っており、ロウリーはこのデザインによってアーサー王夫妻が西欧キリスト教世界の「聖人」であることを強調できると考えていた。また、アーサー王のマントの装飾デザインは製作チームのメンバーがそれぞれ持つアーサー王のイメージを表現しており、さらに『A GHOST STORY ア・ゴースト・ストーリー』などのロウリー監督作品からの引用も見られる。ガウェインの黄金色のケープは、原典に描かれている黄金のマントをイメージしてデザインされている。
ロウリーは緑の騎士の存在感を強調するため、円卓のシーンに登場する緑の騎士にはデジタル視覚効果を使用せず、バリー・ガワーがデザインした義体を装着したラルフ・アイネソンが演じている。乗馬シーンでは、当初用意した馬がアイネソンを乗せようとしなかったため、カメラドリーで移動する作り物の馬と本物の馬を交互に撮影している。また、緑の騎士を大きく見せるため、アイネソンを台座の上に立たせて撮影を行っている。緑の礼拝堂で休眠するシーンでは、緑の騎士の顔を様々な俳優の顔に変化させるためにデジタル効果を使用している。ロウリーはダーク・ファンタジーの脚本に若干のユーモアと明るさを盛り込むため、映画の終盤で緑の騎士をサンタクロースのように演じるようにアイネソンに指示したと語っている。

## 作品のテーマ

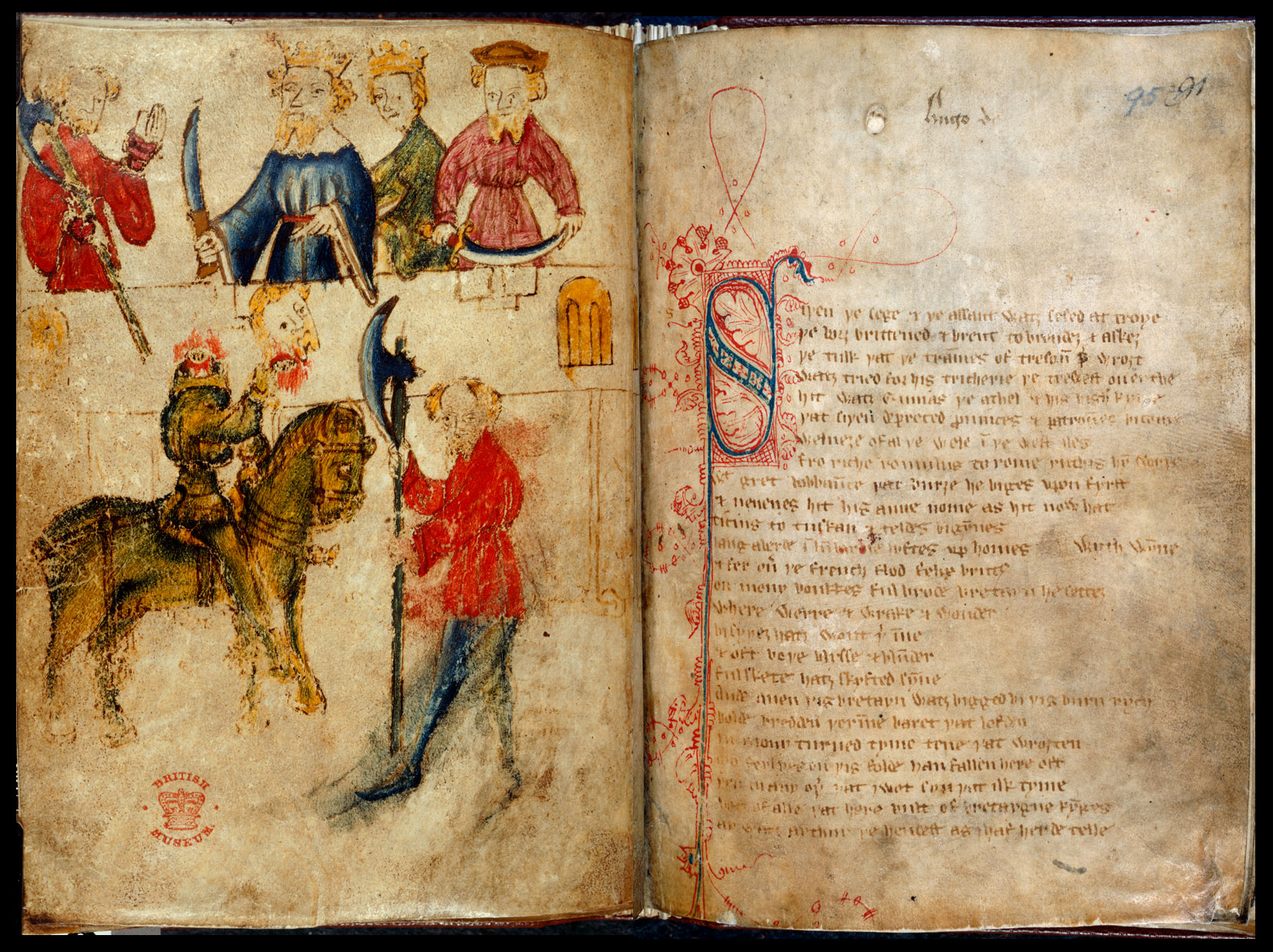
『ガウェイン卿と緑の騎士』

ロウリーは『グリーン・ナイト』のテーマについて、「自分のレガシーに執着するよりも、誠実さと善良さで自分自身を律することの重要さ」と語っている。また、ガウェインが緑の騎士に首を切り落とされることについて「ハッピーエンドなんです。彼は自分の運命に対して勇敢に立ち向かうのですが、そこには名誉と誠実さを伴っているのです。ですが、それは彼が死んだという意味ではなく、彼が殺されるという意味なのです。彼は緑の騎士からの一撃を受け止め、それによって映画の世界を正しく形作るのです」と語り、緑の騎士との約束を破り「恥と欺瞞」を背負ったガウェインと彼が治めるキャメロットがたどる戦乱の世界を回避するという「ポジティブな選択」とすることを意図していた。ポストクレジットシーンに登場する王冠を手にした少女は、「緑の騎士との約束を果たしたガウェインがキャメロットの王位に就いた世界を描いたもので、彼の娘（恐らくはエセルとの間に生まれた娘）は彼が手に入れた幸福の証」と指摘されている。ガウェインと母親との複雑な関係については、ロウリーと母親との関係や、大人として自立するために母親から背中を押された経験を参考にしている。
映画の主要なテーマには、人間と自然の対立も含まれている。レディ・ベルティラックの独白はアーサー王のキリスト教文明が異教・自然と対立していることを示唆し、さらに「自然が文明を駆逐して平和をもたらす」というロウリーの考えを代弁したものとなっている。緑の騎士が木をイメージした描写がされているのは、活気の失われた聖域（アーサー王の王国や円卓）に自然・異教が侵入することを意図しており、アーサー王とグィネヴィア王妃が病弱に設定されているのは、夫妻が象徴する文明の支配力の衰退を暗示している。

## 公開

### 劇場上映
当初は2020年3月16日開催のサウス・バイ・サウスウエストでワールドプレミアを行った後、5月29日から劇場公開される予定だった。しかし、COVID-19パンデミックの影響でサウス・バイ・サウスウエストが中止となり、さらに世界規模で劇場封鎖が相次いだため、一部の映画スタジオではVOD形式で作品を公開する方針に切り替えた。こうした流れの中、ロウリーは『グリーン・ナイト』の劇場公開を強く希望していると発言する一方、公開形式に関する最終的な決定権は自分にはないことを明かしている。
ロウリーはサウス・バイ・サウスウエストで初上映される予定だった『グリーン・ナイト』の完成カットに不満があり、パンデミック中の6か月間を利用して満足できる内容に再編集したことを明かしている。2020年12月に入り、A24は『グリーン・ナイト』を劇場上映する方針を発表し、2021年7月30日にアメリカ合衆国で公開されることを明かした。また、20ドルのチケットを購入した人には8月18日夜の4時間限定で『グリーン・ナイト』の本編及びキャスト・スタッフのQ&Aセッションの視聴権が与えられた。アメリカでは予定通り劇場公開されたが、イギリスでは劇場公開を2週間後に控えた中、デルタ株によるCOVID-19感染者数の増加の影響を受け、エンターテインメント・フィルム・ディストリビューターズが劇場公開を延期する方針を決定した。その後、イギリスでは9月24日に劇場とAmazon Prime Videoで同時公開する方針が発表された。

### ホームメディア
2021年10月12日にライオンズゲート・ホーム・エンターテインメントからUltra HD Blu-ray、Blu-ray Disc、DVDが発売された。Blu-rayには製作秘話が特典として収録されたが、削除シーンなどは含まれていない。

## 評価

### 興行収入
アメリカ・カナダでは1720万ドル、その他の地域で280万ドルの興行収入を記録し、合計興行収入は2000万ドルとなっている。アメリカ・カナダでは『ジャングル・クルーズ』『スティルウォーター』と同じ週に2790劇場で公開され、公開初週末の興行収入は400万ドルを記録すると予測された。公開初日の興行収入は290万ドル（木曜日のプレミア上映の興行収入75万ドルを含む）を記録し、オープニング週末の興行収入は680万ドルとなり、週末興行成績は『ジャングル・クルーズ』に次ぐ第2位にランクインした。映画はニューヨーク・ロサンゼルス・サンフランシスコなど大都市圏の市場で人気を集め、公開第2週末の興行収入は260万ドル、公開第3週末の興行収入は160万ドルを記録している。

### 批評

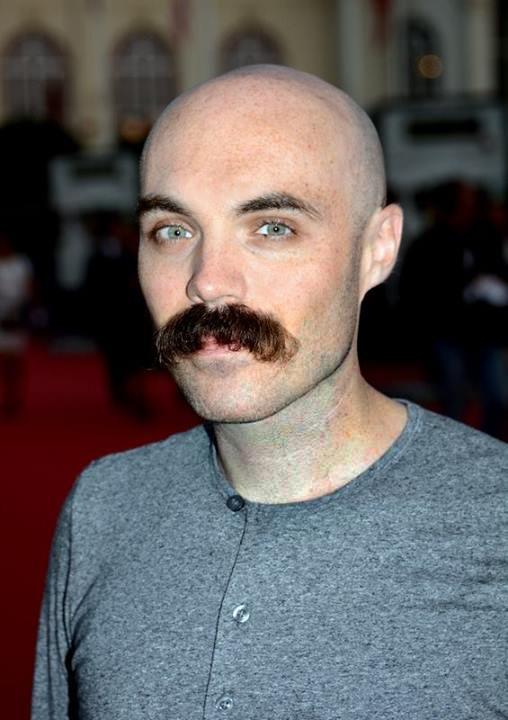
デヴィッド・ロウリー

Rotten Tomatoesでは322件の批評が寄せられ支持率89%、平均評価8/10、批評家の一致した見解は「『グリーン・ナイト』は原典に敬意を払いつつ解体し、まるで幻想的な魔法をかけたように人々を夢中にさせる冒険物語を作り出した」となっている。Metacriticでは49件の批評に基づき85/100の評価を与え、CinemaScoreは「C+」評価を与えている。
Vultureに寄稿したアリソン・ウィルモアは映画を「外的な力が、自分を勇ましくて英雄的な人物に変えてくれることを待ち続ける男の物語」と表現し、「この映画には"どこまでも飛び立って行け。ただし、自分自身を捨て去ってはいけない"という、アーサー王伝説と同じように時代を超越する教訓が存在する」と批評している。RogerEbert.comのブライアン・タレリコは4/4の星を与え、映画を「勇敢さ、誘惑、ヒロイズム、宗教が魅力的に絡み合う今年最も印象深い映画の一つ」と表現し、「映画はストーリーテリングと演技というコンセプトを物語に埋め込み、同時に魅惑的な魔法を観客にかけている」と批評した。グローブ・アンド・メールのバリー・ハーツは「血とセックスと魔法の傑作を送り出すために伝承の重厚で悲劇的な要素を取り入れた、美しくて記憶に残る謎めいた作品である」と批評し、さらにガウェイン役のパテールの演技を絶賛している。エンパイアのジョン・ニュージェントは5/5の星を与え、映画を「簡単に答えが出ない大きな疑問を投げかけてくる、魅惑的でことのほか美しいファンタジー映画」と表現し、「かつて、ロバート・アルトマンやアレハンドロ・ホドロフスキーがチープで子供騙しだった世界にアバンギャルドなセンスと曖昧なモラルを取り入れて修正主義西部劇を生み出したように、『グリーン・ナイト』も修正主義ファンタジーと呼ぶべきだろう」と批評している。
スラント・マガジンのキース・ワトソンは2.5/4の星を与え、映画を「キャメロットの伝承を自意識過剰に修正した作品」と表現し、「『ガウェイン卿と緑の騎士』の永続的な謎、不明瞭な心理、物語の特異性を取り除いた結果、表面上は原典よりも大胆で謎めいた作品になっている」と批評した。ザ・ラップのサイモン・エイブラムスは「『グリーン・ナイト』には賞賛に値するフツパーと奇妙な慕情が数多く含まれているが、異常なほどに説得力が欠けている」と批評している。

### 受賞・ノミネート
| 映画賞                                                   | 授賞式          | 部門                             | 対象                           | 結果       | 出典          |
| -------------------------------------------------------- | --------------- | -------------------------------- | ------------------------------ | ---------- | ------------- |
| 第12回ハリウッド・ミュージック・イン・メディア・アワード | 2021年 11月17日 | インディペンデント映画部門作曲賞 | ダニエル・ハート               | ノミネート | [ 44 ]        |
| 第31回ゴッサム・インディペンデント映画賞                 | 2021年 11月29日 | 長編映画賞                       | グリーン・ナイト               | ノミネート | [ 45 ]        |
| 第31回ゴッサム・インディペンデント映画賞                 | 2021年 11月29日 | 脚本賞                           | デヴィッド・ロウリー           | ノミネート | [ 45 ]        |
| 第93回ナショナル・ボード・オブ・レビュー賞               | 2021年 12月2日  | インディペンデント映画トップ10   | グリーン・ナイト               | 受賞       | [ 46 ]        |
| 第15回デトロイト映画批評家協会賞                         | 2021年 12月6日  | 監督賞                           | デヴィッド・ロウリー           | ノミネート | [ 47 ]        |
| 第15回デトロイト映画批評家協会賞                         | 2021年 12月6日  | 脚本賞                           | デヴィッド・ロウリー           | ノミネート | [ 47 ]        |
| 第20回ワシントンD.C.映画批評家協会賞                     | 2021年 12月6日  | 作品賞                           | グリーン・ナイト               | ノミネート | [ 48 ]        |
| 第20回ワシントンD.C.映画批評家協会賞                     | 2021年 12月6日  | 監督賞                           | デヴィッド・ロウリー           | ノミネート | [ 48 ]        |
| 第20回ワシントンD.C.映画批評家協会賞                     | 2021年 12月6日  | 撮影賞                           | アンドリュー・ドロス・パレルモ | ノミネート | [ 48 ]        |
| 第10回ボストン・オンライン映画批評家協会賞               | 2021年 12月11日 | 作品賞トップ10                   | グリーン・ナイト               | 第3位      | [ 49 ]        |
| 第20回ユタ映画批評家協会賞                               | 2021年 12月18日 | ヴィンス/マーティン賞            | デーヴ・パテール               | 次点       | [ 50 ]        |
| 第20回ユタ映画批評家協会賞                               | 2021年 12月18日 | 撮影賞                           | アンドリュー・ドロス・パレルモ | 受賞       | [ 50 ]        |
| 作曲・作詞家協会賞                                       | 2022年 3月8日   | インディペンデント映画部門作曲賞 | ダニエル・ハート               | 受賞       | [ 51 ]        |
| 第2回クリティクス・チョイス・スーパー・アワード          | 2022年 3月17日  | SF/ファンタジー映画賞            | グリーン・ナイト               | ノミネート | [ 52 ] [ 53 ] |
| 第2回クリティクス・チョイス・スーパー・アワード          | 2022年 3月17日  | SF/ファンタジー映画男優賞        | デーヴ・パテール               | 受賞       | [ 52 ] [ 53 ] |
| 第2回クリティクス・チョイス・スーパー・アワード          | 2022年 3月17日  | SF/ファンタジー映画女優賞        | アリシア・ヴィキャンデル       | ノミネート | [ 52 ] [ 53 ] |
| ヒューゴー賞                                             | 2022年 9月4日   | 映像部門                         | デヴィッド・ロウリー           | ノミネート | [ 54 ]        |
| 50周年記念サターン賞                                     | 2022年 10月25日 | ファンタジー映画賞               | グリーン・ナイト               | ノミネート | [ 55 ]        |